# Teskeredžića kula u Voljicama
Teskeredžića kula ili Ljubunčića kula je utvrda iz osmanlijskog razdoblja u naselju Voljice, oko 10 kilometara udaljenu od Uskoplja. Povjerenstvo za očuvanje nacionalnih spomenika na sjednici održanoj od 3. do 5. ožujka 2015. u Sarajevu donijelo je odluku o proglašenju kule nacionalnim spomenikom Bosne i Hercegovine.

## Konstrukcija
Na temelju sačuvanih ostataka može se zaključiti da je kula imala pravokutne temelje dimenzija približno 6,00 × 5,00 m te visinu od oko 7 m. Sastojala se od prizemlja i dva kata. Sačuvani su svi vanjski zidovi do visine od 1,80 do 2,20 m. Debljina zidova u prizemlju iznosila je oko 80 cm, a prema višim katovima postupno se smanjivala na približno 60 do 70 cm. Na istočnom zidu vidljiv je otvor (rupa) dimenzija 51 × 30 cm i 11 × 17 cm. Kula je bila izgrađena na blagoj padini.

## Povijest
U Bosni i Hercegovini, tijekom osmanlijskog razdoblja, feudalci – spahije, zaimi i kapetani – gradili su kule: stambeno-fortifikacijske objekte s pripadajućim stambenim dodatkom, tzv. odžakom ili konakom. Kulama su se nazivale i izvorne kuće građene u blizini većih gradova, koje su služile kao boravišta tijekom ljetnih mjeseci.
Na području Uskoplja zabilježene su sljedeće kule:
- Donja mahala – Gafića kula, Kovačevića kula,
- Lijeva obala Vrbasa – Hadžijahića kula,
- u selu Grnica – Kurbegovića kula,
- u selu Paloč – kula Hadžibulića,
- u selu Ričica – kula je pripadala obitelji Bušatlić,
- u selu Bistrica – Abazovića kula,
- u selu Moščani – Teskeredžića kula

U literaturi se spominje i drugi naziv Ljubunčića kula, te da je ova kula prvobitno pripadala obitelji Ljubunčić. Međutim, vlasnici kule tvrde da je kula oduvijek pripadala obitelji Teskredžić. Do kraja 20. stoljeća bila je u vrlo dobrom stanju i naseljena. Točno razdoblje izgradnje kule nije poznato. Kula je zapaljena i srušena 1992./1993. godine.